# Lying from You
"Lying from You" är en singel av nu metal-bandet Linkin Park. Det är den fjärde låten på deras andra studioalbum Meteora. Låten kom på plats nummer 58 på hitlistan Hot 100 den 4 maj 2004.

## Låtinformation
Utöver att singeln har ett keyboard som spelar under hela låten, så har den ett ljud på en bil som gör en burnout. Linkin Park spelade ibland detta ljud på livespelningar under Meteora-eran, men har aldrig spelats under Minutes to Midnight-eran.  
Låten var en av Linkin Parks sju låtar som användes i samarbetet emellan bandet och rapparen Jay-Z ("Dirt off Your Shoulder/Lying from You") på albumet Collision Course, som släpptes i november 2004.